# Grażyna Grądkowska
Grażyna Grądkowska (ur. 1952 w Lublinie) – polska rzeźbiarka, ceramiczka, pedagog PWSSP w Gdańsku.

## Życiorys
Studia w Państwowej Wyższej Szkole Sztuk Plastycznych w Gdańsku na Wydziale Malarstwa i Rzeźby, dyplom w pracowni prof. Franciszka Duszeńki w 1977 r. W gdańskiej uczelni pracowała na stanowisku adiunkta I stopnia w latach 1982–1992 w Pracowni Ceramiki. Zajmuje się rzeźbą kameralną, najchętniej  wykonaną z tarakoty.

## Wybrane konkursy i wystawy (do 1986 r.)
- 1979 - Biennale sztuki Gdańskiej, Sopot
- 1979 - Konkurs na rzeźbę dla Sopotu (projekt wybrany do realizacji)
- 1979/80 - Muzyka i taniec - wystawa, Gdynia (wyróżnienie)
- 1980 - Sport w sztuce - wystawa, Warszawa
- 1980 - Młodzi 80 - wystawa - Gdynia
- 1981 - 35 Jubileuszowy salon Zimowy - wystawa, Radom
- 1981 - Biennale Rzeźby, Rawenna, Włochy
- 1981 - IV Biennale Sztuki Gdańskiej - wystawa, Sopot
- 1981 - III Biennale Małych Form Rzeźbiarskich, Poznań
- 1983 - Prezentacje Środowiska Gdańskiego, RFN
- 1883 - V Biennale Sztuki Gdańskiej - wystawa, Sopot
- 1983 - IV Biennale Rzeźby, Rawenna, Włochy
- 1983 - 300 Rocznica Bitwy Wiedeńskiej- Konkurs na medal, Kraków
- 1983 - IV Biennale Małych Form Rzeźbiarskich, Poznań
- 1984 - Międzynarodowe Biennale Ceramiki Vallauris, Francja
- 1985 - Festiwal Teatrów Polski Północnej - Konkurs na medal, Toruń (pierwsze nagroda)
- 1985 - Vi Biennale Sztuki Gdańskiej - wystawa, Sopot
- 1985 - Artyści Gdańska w Paryżu - Paryż, Francja
- 1986 - Sztuka Gdańska - Turk-Äbo, Finlandia